# Ionización térmica
La ionización térmica, también conocida como ionización de superficie o ionización de contacto, es un proceso físico por el cual los átomos se desorben de una superficie caliente, y en el proceso se ionizan. 
La ionización térmica se utiliza para hacer fuentes de iones simples, para espectrometría de masas y para generar haces de iones. La ionización térmica ha sido ampliamente utilizada para determinar los pesos atómicos, además de ser utilizada en muchas aplicaciones geológicas/nucleares.

## Física

Efecto de ionización superficial en un átomo de cesio vaporizado a 1500 K, calculado utilizando un gran conjunto canónico.
Eje Y: número promedio de electrones en el átomo; el átomo es neutral cuando tiene 55 electrones. Eje X: variable de energía (igual a la función de trabajo de superficie) que depende del potencial químico electrónico μ y del potencial electrostático ϕ.

La probabilidad de ionización es una función de la temperatura del filamento, la función de trabajo del sustrato del filamento y la energía de ionización del elemento. 
Esto se resume en la ecuación de Saha-Langmuir:
{\displaystyle {\frac {n_{+}}{n_{0}}}={\frac {g_{+}}{g_{0}}}\exp {\Bigg (}{\frac {W-\Delta E_{I}}{kT}}{\Bigg )}}
donde 
{\displaystyle {\frac {n_{+}}{n_{0}}}} = relación entre la densidad del número de iones y la densidad del número neutro
{\displaystyle {\frac {g_{+}}{g_{0}}}} = relación de pesos estadísticos (degeneración) de estados iónicos (g+) y neutros (g0)
{\displaystyle e} = carga de electrones
{\displaystyle W} = función de trabajo de superficie
{\displaystyle \Delta E_{I}} = energía de ionización del elemento desorbido
{\displaystyle k} = constante de Boltzmann
{\displaystyle T} = temperatura de la superficie
La ionización negativa también puede ocurrir para elementos con una gran afinidad electrónica {\displaystyle \Delta E_{A}} contra una superficie de baja función de trabajo. 

## Espectrometría de masas de ionización térmica
Una aplicación de la ionización térmica es la espectrometría de masas por ionización térmica (TIMS). En la espectrometría de masas por ionización térmica, se coloca un material químicamente purificado sobre un filamento que luego se calienta a altas temperaturas para hacer que parte del material se ionice a medida que se desorbe (hirviendo) térmicamente el filamento caliente. Los filamentos son generalmente piezas planas de metal de alrededor de 1-2 mm de ancho, 0.1 mm de grosor, dobladas en forma de U invertida y unidas a dos contactos que suministran una corriente. 
Este método es ampliamente utilizado en la datación radiométrica, donde la muestra se ioniza al vacío. Los iones que se producen en el filamento se enfocan en un haz de iones y luego pasan a través de un campo magnético para separarlos en masa. Las abundancias relativas de diferentes isótopos se pueden medir, produciendo proporciones de isótopos. 
Cuando TIMS mide estas relaciones de isótopos, se produce un fraccionamiento dependiente de la masa a medida que el filamento caliente emite especies. El fraccionamiento se produce debido a la excitación de la muestra y, por lo tanto, debe corregirse para una medición precisa de la relación de isótopos.
Hay varias ventajas del método TIMS. Tiene un diseño simple, es menos costoso que otros espectrómetros de masas y produce emisiones de iones estables. Requiere una fuente de alimentación estable y es adecuado para especies con baja energía de ionización, como el estroncio y el plomo. 
Las desventajas de este método provienen de la temperatura máxima alcanzada en la ionización térmica. El filamento caliente alcanza una temperatura de menos de 2500 °C, lo que lleva a la incapacidad de crear iones atómicos de especies con una alta energía de ionización, como el osmio y el tungsteno. Aunque el método TIMS puede crear iones moleculares en este caso, las especies con alta energía de ionización pueden analizarse de manera más efectiva con MC-ICP-MS.